# Паул Камениш
Паул Камениш (Цирих, 7. новембар 1893 — Базел, 13. фебруар 1970) био је швајцарски сликар, архитекта и илустратор. Био је оснивач групе Рот-блау.
Године 1937. била су његова дела изложена скупа са многим другим напредним уметницима на изложби Дегенеричне уметности у Минхену.